# Zelotes devotus
Zelotes devotus är en spindelart som beskrevs av Johann Friedrich Carl Grimm 1982. Zelotes devotus ingår i släktet Zelotes och familjen plattbuksspindlar. Inga underarter finns listade i Catalogue of Life.